# Cantonul Marcillac-Vallon
Cantonul Marcillac-Vallon este un canton din arondismentul Rodez, departamentul Aveyron, regiunea Midi-Pyrénées, Franța.

## Comune
| Comune                  | Populație (1999) | Cod poștal | Cod INSEE |
| ----------------------- | ---------------- | ---------- | --------- |
| Balsac                  | 501              | 12510      | 12020     |
| Clairvaux-d'Aveyron     | 1 039            | 12330      | 12066     |
| Marcillac-Vallon        | 1 532            | 12330      | 12138     |
| Mouret                  | 476              | 12330      | 12161     |
| Muret-le-Château        | 272              | 12330      | 12165     |
| Nauviale                | 454              | 12330      | 12171     |
| Pruines                 | 239              | 12320      | 12193     |
| Saint-Christophe-Vallon | 1 002            | 12330      | 12215     |
| Salles-la-Source        | 1 800            | 12330      | 12254     |
| Valady                  | 1 133            | 12330      | 12288     |